# Serrapeptasi
La serrapeptasi (conosciuta anche come serratio-peptidasi o  Serratia E-15 proteasi o Serralysin), è un enzima proteolitico (una proteasi) prodotta e ricavata da alcune specie di Serratia un enterobatterio. Questo microrganismo fu originariamente isolato alla fine del 1960 dal baco da seta Bombyx mori. La serrapeptasi è presente nell'intestino del baco da seta e permette alla falena di emergere sciogliendo il suo bozzolo. Serrapeptasi è prodotta a partire dalla purificazione di colture di batteri Serratia E-15.

In Italia il farmaco è stato commercializzato fino ai primi mesi del 2014 dalla società Takeda con il nome commerciale di Danzen nella forma farmaceutica di compresse gastroresistenti contenenti 5 mg (equivalenti a 10.000 Unità Internazionali) di principio attivo.

## Farmacodinamica
L'enzima presenta azione di tipo antinfiammatorio, antiedemigeno, proteolitico e fibrinolitico. Gran parte degli effetti sono correlati all'attività antibradichininica.
 
La bradichinina, come è noto, è un ormone peptidico, formato da 9 residui di amminoacidi, che a livello dei focolai flogistici determina un'intensa azione di vasodilatazione e di incremento della permeabilità capillare. Il peptide è anche associato alla migrazione leucocitaria verso il sito di infiammazione ed all'intensa sensazione di dolore locale.

Serratiopeptidasi grazie alla sua attività proteolitica e fibrinolitica facilita la demolizione e dissoluzione degli essudati fibrinosi e proteici associati al processo flogistico. Semplifica inoltre il riassorbimento di eventuali ematomi e, migliorando la circolazione locale, agevola la penetrazione di altri farmaci (ad esempio degli antibiotici), contribuendo a facilitare l'eliminazione di materiale colliquato e migliorando i processi rigenerativi e di riparazione dei tessuti. L'enzima mostra anche azione di fluidificazione delle secrezioni mucose e purulente.

## Farmacocinetica
Dopo somministrazione per via orale il farmaco viene assorbito dal tratto gastrointestinale. La molecola si lega alle proteine plasmatiche ed in particolare alle alfa-2-globuline.

## Tossicologia
Studi sperimentali nel ratto ed altri animali hanno messo in evidenza una DL50 variabile tra 0,1 e 2 g/kg peso corporeo (a seconda della specie animale in causa), quando somministrata per via orale.

## Usi clinici
La serrapeptasi è proposta nei processi edemigeni di qualsiasi natura, in particolare in quelli post-traumatici e post-operatori. Il composto è stato sperimentato nel trattamento delle flebopatie, delle ulcere varicose, dell'ingorgo mammario.
Il farmaco viene inoltre proposto nel trattamento sintomatico di reazioni infiammatorie associate a infezioni delle vie aeree superiori e inferiori.

In uno studio multi-centro, in doppio cieco, del 1984 su un totale di 174 pazienti sottoposti ad antrostomia con procedura secondo Caldwell-Luc per empiema cronico, l'entità dell'edema in pazienti trattati con serrapeptasi risultava significativamente inferiore rispetto al gruppo di controllo.
In una review apparsa nel 2013 si afferma invece che, nonostante l'ampio utilizzo del farmaco in tutto il mondo, le attuali evidenze scientifiche sono insufficienti per indicarne l'uso come analgesico ed antinfiammatorio, mentre sono necessari ulteriori dati sulla sua sicurezza a lungo termine.

## Dosi terapeutiche
La serrapeptasi si somministra per via orale in dosi di 5–10 mg (corrispondenti a 10.000-20.000 unità), tre volte al giorno, dopo i pasti.

## Effetti collaterali e indesiderati
La serrapeptasi può indurre reazioni di ipersensibilità, in particolare orticaria, prurito, rash cutaneo, dermatosi, eczema, sindrome di Stevens–Johnson, necrolisi epidermica tossica, fino a giungere a sintomi da anafilassi e shock anafilattico.

In alcuni pazienti il composto può determinare dispepsia, vertigini, nausea, vomito e, raramente, polmoniti, epatotossicità con epatite ed ittero.

## Controindicazioni
Il farmaco è controindicato nei soggetti con ipersensibilità individuale al principio attivo oppure ad uno qualsiasi degli eccipienti utilizzati nella formulazione farmacologica. È inoltre controindicato nei pazienti con storia personale di ulcera peptica, emofilia o diatesi emorragiche.

## Gravidanza e allattamento
Nelle donne in stato di gravidanza ed in quelle che allattano al seno la serrapeptasi deve essere somministrata solo in caso di stretta necessità, dopo che il medico abbia valutato il rapporto tra i benefici attesi per la donna ed i rischi potenziali per il feto o neonato.

## Avvertenze
Se il paziente presenta una flogosi causata da un'infezione batterica, all'enzima proteolitico è necessario associare una adeguata terapia antibiotica.